# Trozena morata
Trozena morata är en snäckart som beskrevs av Tom Iredale 1938. Trozena morata ingår i släktet Trozena och familjen Camaenidae. Inga underarter finns listade i Catalogue of Life.